# Bugatti Type 46
Bugatti Type 46 — випускався французькою компанією "Bugatti" впродовж 1929 - 1936 років серією близько 400 машин. Конструкцію, дизайн машини розробили Етторе Бугатті та його син Жан Бугатті на основі моделі  Bugatti Type 44.

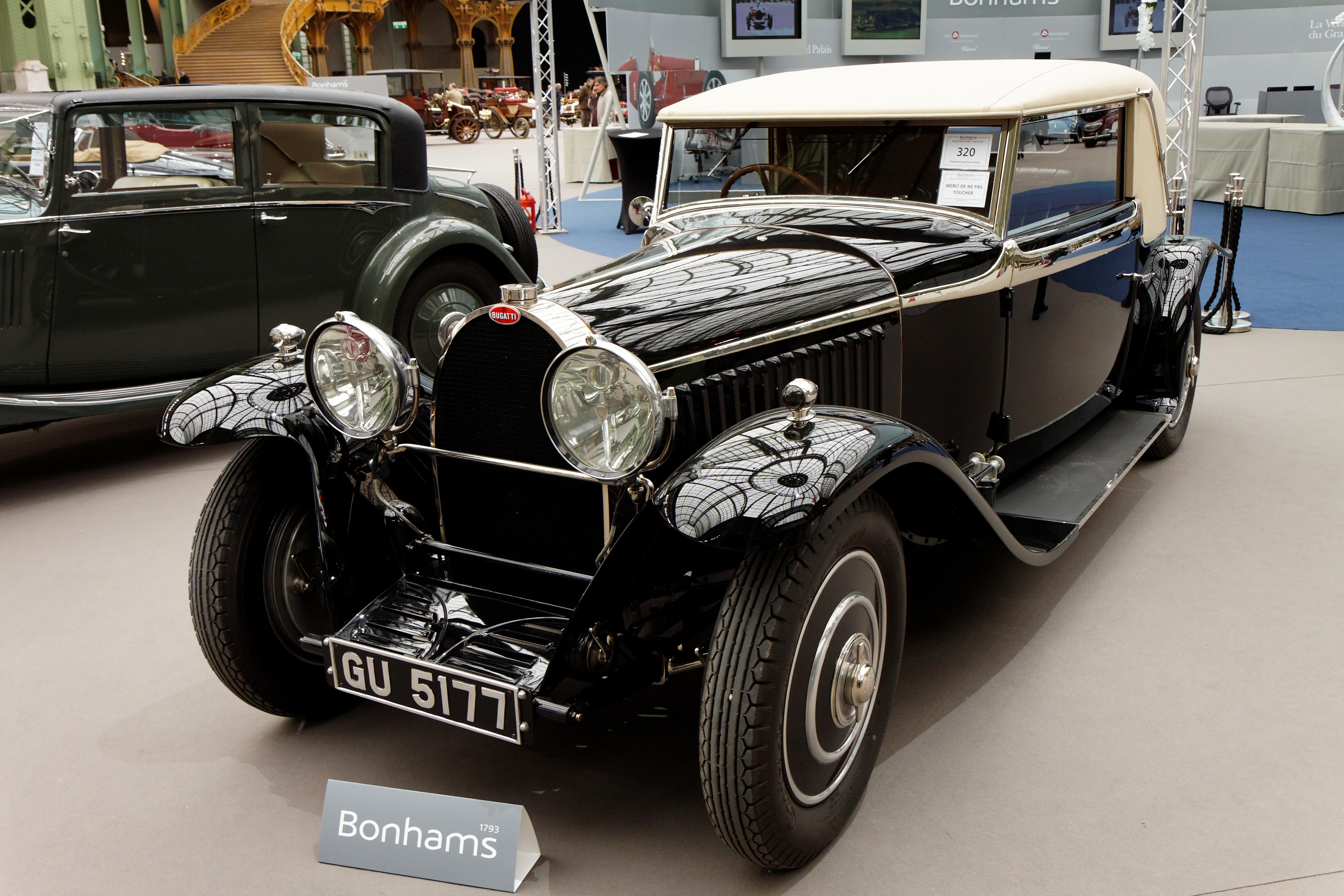
Bugatti Type 46. Кабріолет. 1930

Bugatti Type 46 презентували на Паризькому автосалоні 1929 року. 8-циліндровий 24-клапанний мотор об'ємом 5 359 см³ розвивав потужність 140 к.с. при 3500 об/хв. з верхнім розміщенням двох розподільчих валів, двома карбюраторами Zenith. На машині встановлювали механічну триступінчасту коробку передач. Type 46 випускали з кузовом типу купе, кабріолет з колісною базою 3505 мм при масі 1 134 кг.
Модифікацію Bugatti Type 46S випускали з 1930 по 1936 рік. На неї встановлювали мотор з компресором Roots потужністю 160 к.с. Було виготовлено 18 екземплярів даної модифікації.
На базі шасі Type 46 спроектували модель Bugatti Type 50.